# موقف سيارات

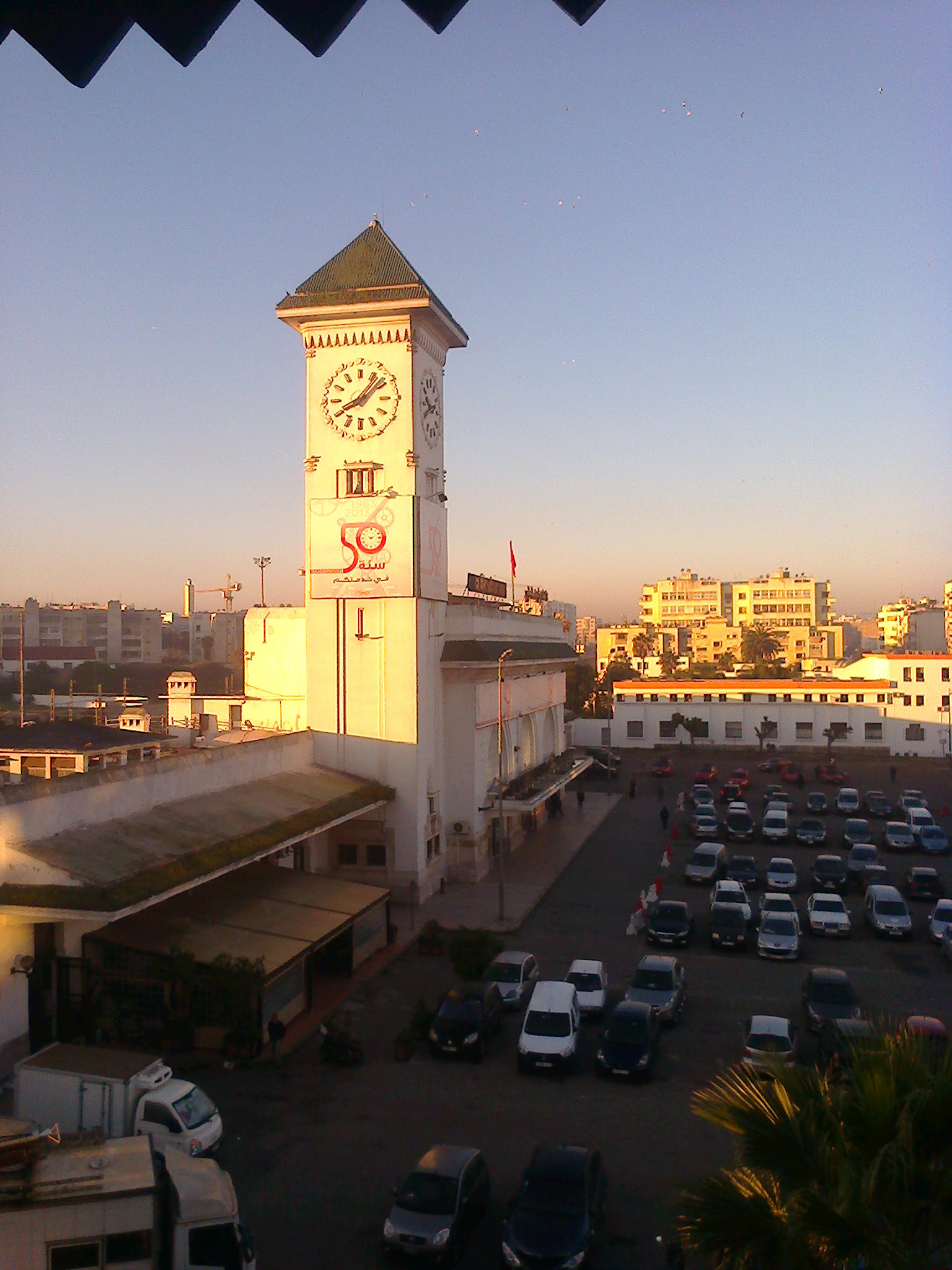
موقف سيارات محطة الدار البيضاء المسافرين

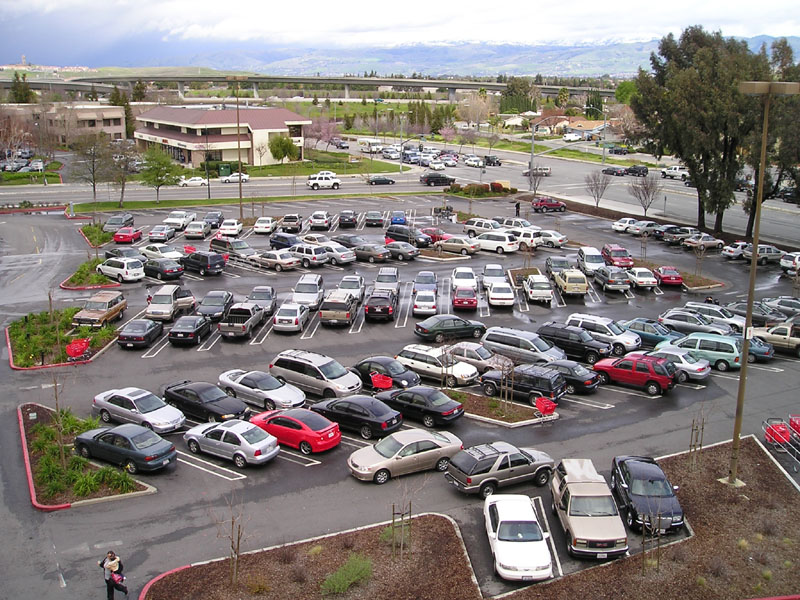
موقف سيارات في كاليفورنيا، مع تصميم حدائق ذو نمط مواقف مائل مصمم باتجاه واحد.

المَبْرك أو الموقف أو موقف السيارات أو مأوى السيارات مساحة مخصصة لإيقاف السيارات. تكون غالبا مساحات مزودة بأسطح دائمة. ومواقف السيارات من سمات معظم المدن التي تُعد السيارات فيها من وسائل النقل، وخصوصا في مراكز التسوق والملاعب الرياضية، وأماكن أخرى غالبا ما تتميز بمواقف سيارات ذات مساحات هائلة.
المواقف السطحية مصطلح يميزها عن أنواع أخرى من مواقف السيارات تُصنف عادة إلى الأقسام التالية: مواقف بجوار الأرصفة، مواقف أسفل المبنى، و مواقف متعددة الأدوار.

## التصميم

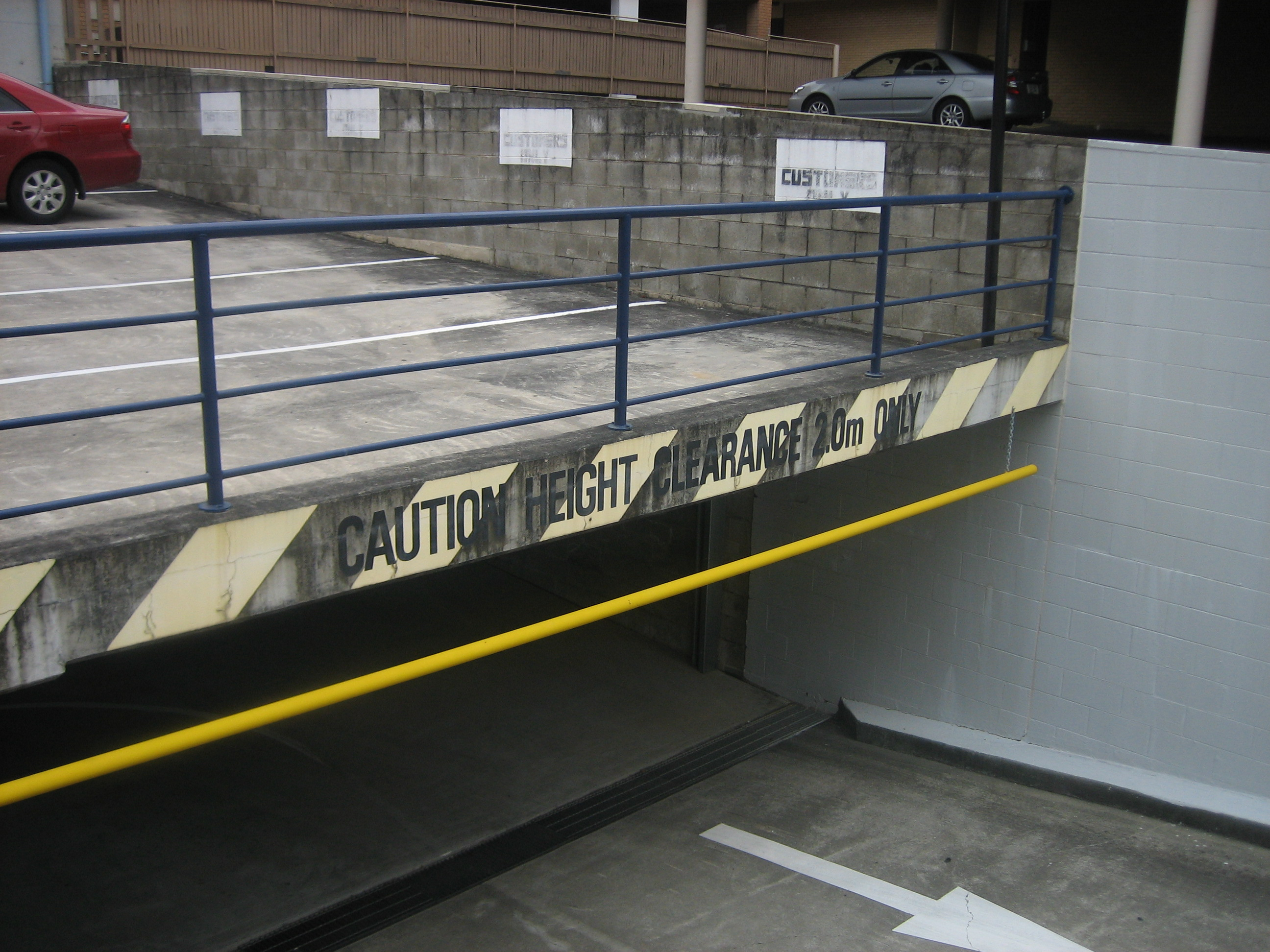
علامة تحذيرية للسائقين على مدخل موقف تحت الأرض، حيث تشير إلى الحد الأقصى للإرتفاع المسموح للمركبات.

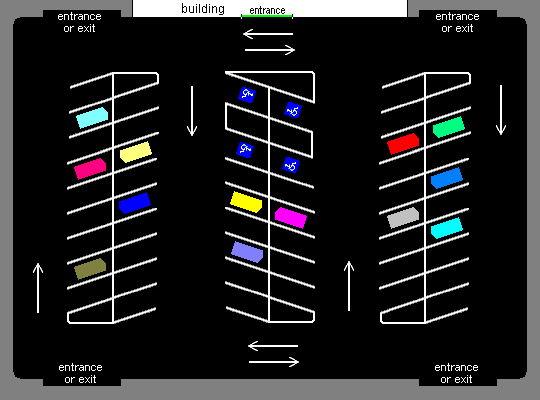
مثال على تخطيط مواقف السيارات مع زواياها. تظهر السهام البيضاء اتجاه الحركة المسموح به في كل جهة، كما يظهر أيضا أماكن المقعدين.

يتم استخدام الأسفلت والخرسانة والحصى في تعبيد مواقف السيارت عادةً، إلا أن بعض الإرضيات الحديثة من هذه المواقف مصممة من مواد تسمح باختراق المياه (نفاذية الرصف). ولمواقف السيارات نوع خاص من الهندسة، كما أن هناك توجه حالي لاتخاذ إجراءات وقوانين من أجل التنظيم والمباعدة في تصميم المواقف، وقضايا التلوث، وتنسيق الحدائق المستدامة.
يمكن أن يكون موقف السيارات صغير، يتسع فقط لموقف سيارة أو عدة سيارات فقط، كما يمكن أن يكون كبير جدا بمواقف تتسع لآلاف السيارات. وعادة ما تكون المواقف الصغيرة بالقرب من أبنية الشركات الصغيرة أو الشقق القليلة. أما المواقف الأكبر، فتكون للشركات الكبيرة التي يستخدمها الكثير من الزبائن، أو كما في المدارس ودور العبادة والمكاتب والمستشفيات، أو في أحد أماكن الجذب السياحي. أما بالنسبة للمواقف الكبيرة جدا، فهي عادة توجد في المطارات والملاعب ومراكز التسوق والجامعات ومراكز المؤتمرات أو أماكن العمل التي تحتاج عدد كبير من الموظفين مثل المصانع والمراكز الحكومية. غالبا ما يُستخدم موقف واحد بالمشاركة بين عدة مكاتب وشقق.
يتم تنظيم مساحة الموقف إلى عدة مصفّات للسيارت والتي يتم وضع علامة بينها مع خطوط مطلية مخصصة لوقوف كل مركبة بالإضافة إلى الممرات بحيث يمكن للقيادة داخل وخارج المصفّات. ويحدد عدد مواقف السيارات لكل نشاط وفقاً للمعايير التخطيطية المعتمدة من قبل البلدية المختصة وحسب الاحتياج الفعلي. ويمكن أن يكون ترتيب أماكن وقوف السيارات بالنسبة إلى الممرات بشكل عمودية، وبشكل مائل بزاوية، أو وقوف بشكل موازي، أو ربما مزيج منها جميعا. يمكن أن يكون هناك تحديد للسرعة داخل المواقف الكبيرة، باٌضافة لوجود علامات للتوقف ، أو معبر مشاة أو تحديد الاتجاه. كما تُضاء المساحات الكبيرة بكشافات عالية ليلا.

## إعتبارات بيئية

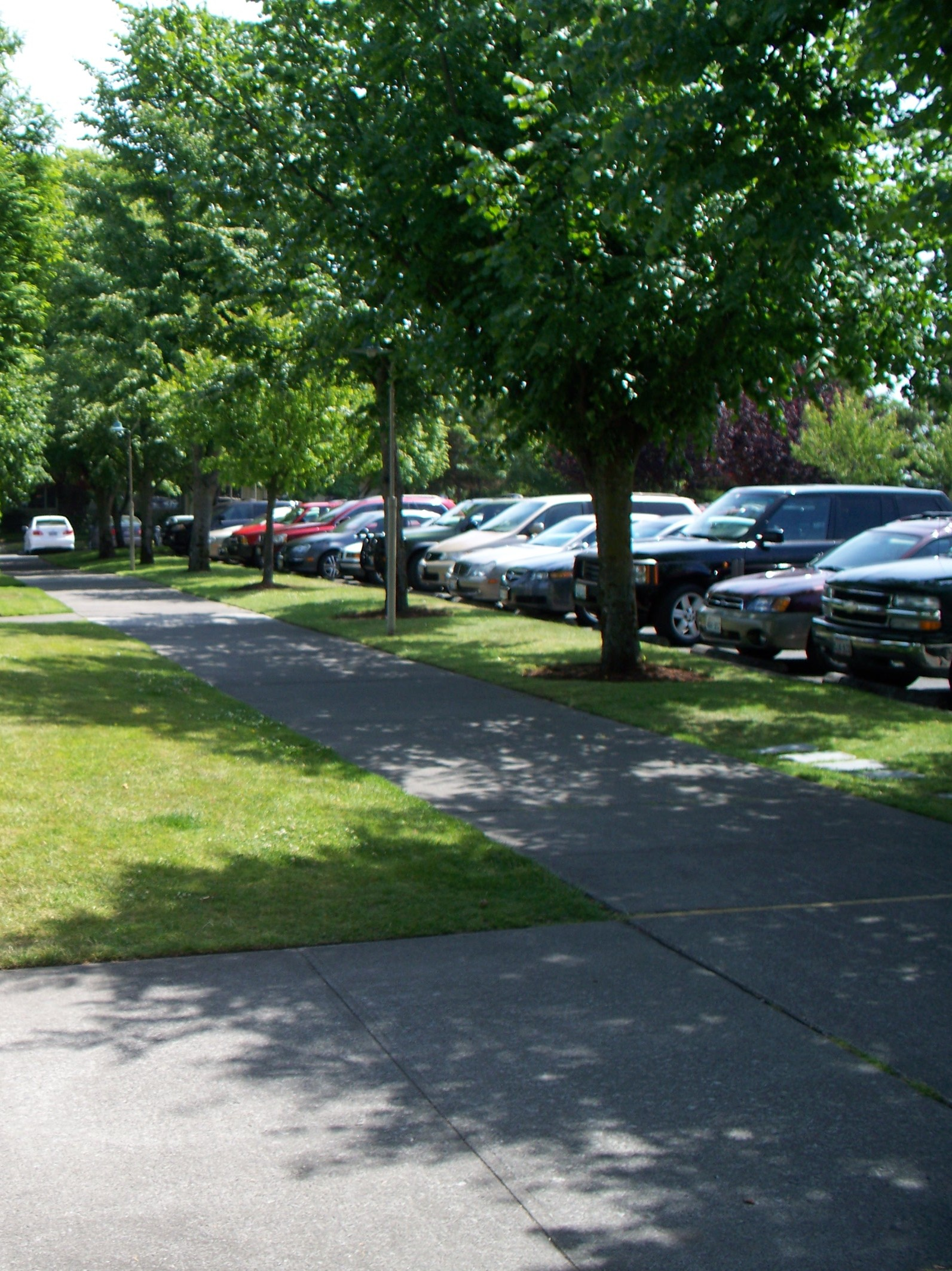
تصميم لأحد مواقف السيارات مع الحدائق المحيطة.

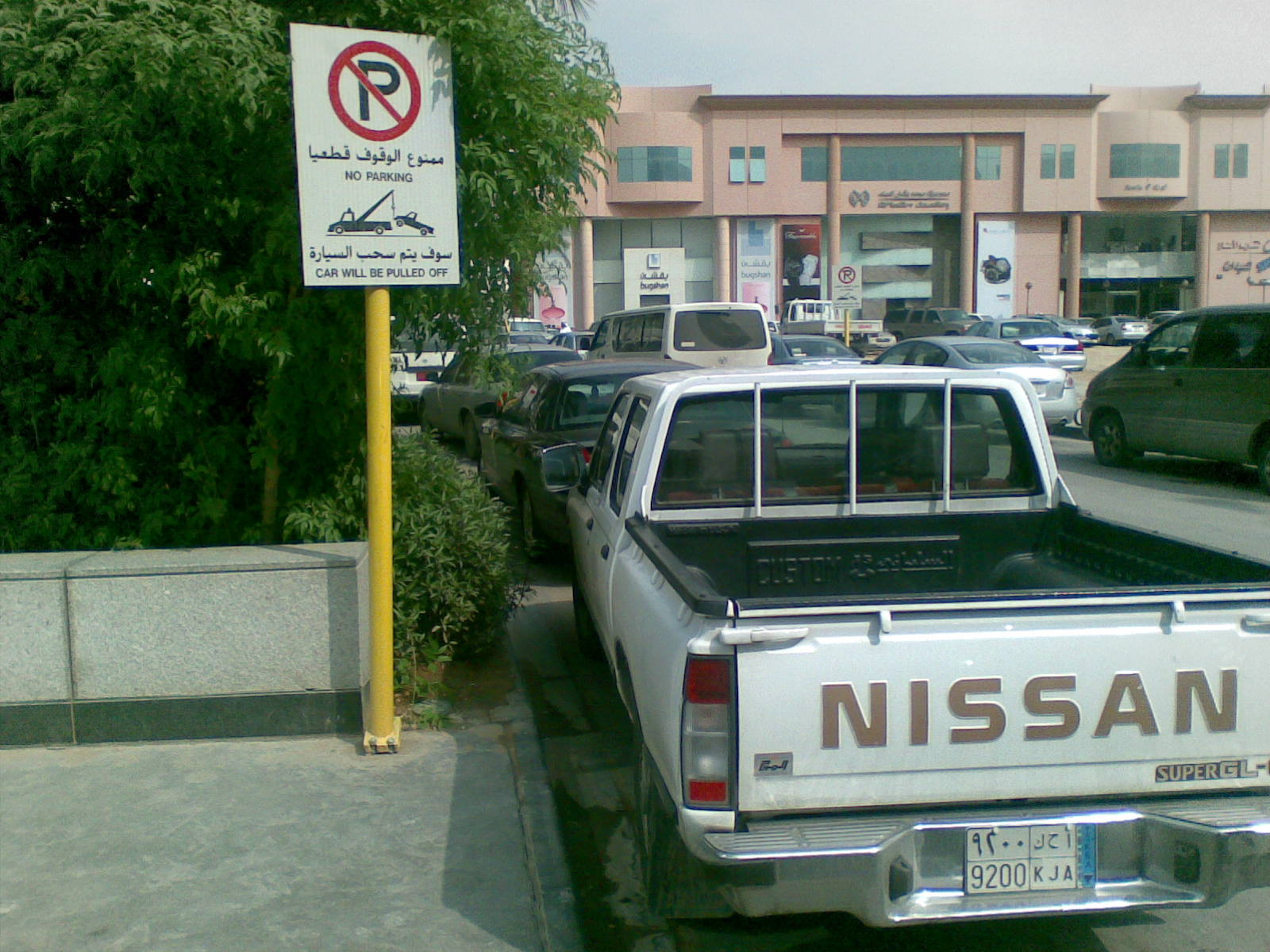
لافتة في الرياض تهدد بسحب السيارة التي تقف على جانب الطريق

يمكن اعتبار مواقف السيارات مصدرا لتلوث المياه بسبب سطحها غير النفاذ. تقريبا كل كمية المطر (باستثناء التبخر) التي تسقط هذه الأسطح تصبح مجرى مياه سطحية في المناطق الحضرية. ولتجنب الفيضانات، تنشأ الكثير من النقاط لتوجيه وجمع هذا الجريان السطحي.
بالنسبة للأبنية الخضراء، فهناك عدة معايير تخص المواقف التابعة لتلك المباني أو المناطق. فمثلا يجب أن تُخصص مواقف لخدمة مشاركة المركبات، والذي يعمل على تقليل عدد المواقف المسموح بها للمشروع بنسبة معينة لكل موقف مخصص لمشاركة المركبات. كذلك بالنسبة لتحديد سعة مواقف المركبات المخصصة للمشروع على أن لا تزيد عن الحد الأدنى لمتطلبات التشريعات في المنطقة. كذلك التقليل من المساحات المستخدمة للمواقف وتركيزها في الطوابق السفلى للمبنى، بالإضافة إلى تقليل مساحة بصمة المنطقة المراد الإنشاء عليها والتي تشمل المساحات المبلطة والتي تتضمن مواقف السيارات، كما يُراعى عند اختيار موقع المبنى أن تكون مواقف السيارات متراصة وان تكون المباني والطرق من حولها مصممة بشكل متقارب، وذلك للمحافظة على الأراضي المفتوحة والمحافظة على الأنظمة البيئية المجاورة.
كما يجب تحقيق أي من التطبيقات التالية أو جميعها بنسبة عالية من مساحة المسطحات الصلبة في الموقع والتي تشمل مواقف السيارات وغيرها:
- التظليل بالتسقيف أو استخدام المواقف المتعددة الأدوار أو الموجودة تحت الأرض أو من خلال زراعة الأشجار والنباتات.
- تبليط الممرات والأرصفة بمواد يكون مؤشر الانعكاس الشمسي (SRI) يساوي/ أو أكثر من 29.
- التبليط بالنظام الشبكي المفتوح (Open Grid Pavement System)

ويساهم استخدام المساحات الداكنة غير العاكسة في تكسية المواقف والأسقف والأرصفة الأسطح الأخرى في زيادة تأثير الجزر الحرارية الحضرية المنشأة جراء ا متصاص الإشعاع الشمسي وانتقاله عن طريق التوصيل والحمل
إلى المناطق المحيطة مرة أخرى.